# 潘泗
潘泗（1483年—？），字源魯，廣東潮州府潮陽縣人，民籍，明朝政治人物。

## 生平
廣東鄉試第十七名舉人。正德十六年（1521年）中式辛巳科會試第二百十三名，登第三甲第一百六十四名進士。授行人司行人。

## 家族
曾祖潘全；祖父潘則廣；父潘廷瑄，母洪氏。慈侍下。